# Cabezón de Valderaduey
Cabezón de Valderaduey ist ein nordspanischer Ort und eine Gemeinde (municipio) mit 33 Einwohnern (Stand: 2024) im Norden der Provinz Valladolid der Autonomen Gemeinschaft Kastilien-León.

## Lage
Der Ort Cabezón de Valderaduey liegt am Río Valderaduey in der kastilischen Hochebene in einer Höhe von etwa 755 m ü. d. M. Die Provinzhauptstadt Valladolid befindet sich ca. 80 km (Fahrtstrecke) südöstlich; León, die Hauptstadt der Nachbarprovinz, ist weitere ca. 62 km in nordwestlicher Richtung entfernt. Das Klima im Winter ist durchaus kalt, im Sommer dagegen warm bis heiß; die spärlichen Regenfälle (ca. 460 mm/Jahr) fallen verteilt übers ganze Jahr.

## Bevölkerungsentwicklung
| Jahr      | 1857 | 1900 | 1950 | 2000 | 2016 |
| Einwohner | 189  | 164  | 123  | 47   | 37   |

Der deutliche Bevölkerungsrückgang im 20. Jahrhundert ist im Wesentlichen auf die Mechanisierung der Landwirtschaft und den damit einhergehenden Verlust von Arbeitsplätzen zurückzuführen.

## Wirtschaft
Die auf den fruchtbaren Lehm- und Lössböden der Tierra de Campos betriebene Feldwirtschaft und die Haltung von Kleinvieh (v. a. Hühner) bildeten jahrhundertelang die Lebensgrundlage der als Selbstversorger lebenden Bevölkerung der Region; Maultiere und Esel wurden als Zug- und Tragtiere gehalten. Erwirtschaftete Nahrungsmittel-Überschüsse waren wegen der großen Entfernungen auf den städtischen Märkten kaum zu verkaufen.

## Geschichte
In vorrömischer Zeit gehörte die Region zum Siedlungsgebiet des keltischen Volksstamms der Vaccäer; später kamen Römer und Westgoten und im 8. Jahrhundert wurde das Gebiet von den Mauren überrannt – alle vier Kulturen haben jedoch in dem ehemals möglicherweise bewaldeten Gebiet nur wenig archäologisch verwertbaren Spuren hinterlassen. Bereits im 9. Jahrhundert eroberten asturisch-leonesische Heere die Gebiete nördlich des Duero zurück (reconquista). Ende des 10. Jahrhunderts machte der maurische Heerführer Almansor die christlichen Erfolge vorübergehend wieder zunichte, aber im 11. Jahrhundert dehnte das Königreich León sein Herrschaftsgebiet erneut bis zur Duero-Grenze aus. Die Region wurde wiederbesiedelt (repoblación). Nach vorangegangenen Versuchen vereinigte sich León im Jahr 1230 endgültig mit dem Königreich Kastilien, doch kam es auch in der Folgezeit immer wieder zu Auseinandersetzungen. Seine Blütezeit erlebte der Ort im ausgehenden Mittelalter und in der frühen Neuzeit.

## Sehenswürdigkeiten
- Die einschiffige Iglesia parroquial de la Asunción entstammt dem 17. Jahrhundert und ist nahezu vollständig aus Ziegelsteinen erbaut. Die Westfassade ist portal- und vollkommen schmucklos; sie wird jedoch von einem dreigeteilten Glockengiebel (espadaña) überhöht. Das Innere der Kirche beherbergt ein Altarretabel aus dem 18. Jahrhundert.[5]
- Vor dem Eingang zur Kirche befindet sich ein zweischaliger Brunnen (pozo oder fuente) aus der Barockzeit.